# Frederick (Kolorado)
Frederick – miasto w Stanach Zjednoczonych, w stanie Kolorado, w hrabstwie Weld.

## Demografia
W roku 2010 miasto zamieszkiwało 8679 osób, a gęstość zaludnienia wynosiła 289,3 osoby/km². W roku 2023 liczba mieszkańców wzrosła do 17 676 osób, a gęstość zaludnienia przekroczyła 589 osób/km². Na przestrzeni 13 lat zaludnienie miasta Frederick wzrosło ponad 2-krotnie.